# New England Patriots 1976
La stagione 1976 dei New England Patriots è stata la 7ª della franchigia nella National Football League, la 17ª complessiva e la quarta con Chuck Fairbanks come capo-allenatore. 
Dopo una striscia di nove anni in cui la squadra aveva avuto una sola stagione con un record non negativo (quella del 1974), i Patriots mutarono le loro fortune, terminando con un bilancio di 11–3. La stagione precedente, New England aveva vinto solamente tre partite ed era considerata una squadra "Cenerentola " nel 1976. Fairbanks fu premiato allenatore dell'anno e il cornerback Mike Haynes rookie dell'anno.
I Patriots fecero la loro seconda apparizione della storia ai playoff, la prima dal 1963, perdendo contro i futuri vincitori del Super Bowl, gli Oakland Raiders, nel primo turno. In precedenza, New England aveva inflitto ai Raiders l'unica sconfitta della loro stagione.

## Calendario
| Turno      | Data  | Avversario              | Risultato | Stadio               | Record | Pubblico |
| ---------- | ----- | ----------------------- | --------- | -------------------- | ------ | -------- |
| 1          | 12/9  | Baltimore Colts         | S 13–27   | Schaefer Stadium     | 0–1    | 43,512   |
| 2          | 19/9  | Miami Dolphins          | V 30–14   | Schaefer Stadium     | 1–1    | 46,053   |
| 3          | 26/9  | at Pittsburgh Steelers  | V 30–27   | Three Rivers Stadium | 2–1    | 47,379   |
| 4          | 3/10  | Oakland Raiders         | V 48–17   | Schaefer Stadium     | 3–1    | 61,068   |
| 5          | 10/10 | at Detroit Lions        | S 10–30   | Pontiac Silverdome   | 3–2    | 60,174   |
| 6          | 18/10 | New York Jets           | V 41–7    | Schaefer Stadium     | 4–2    | 50,883   |
| 7          | 24/10 | at Buffalo Bills        | V 26–22   | Rich Stadium         | 5–2    | 45,144   |
| 8          | 31/10 | at Miami Dolphins       | S 3–10    | Miami Orange Bowl    | 5–3    | 52,863   |
| 9          | 7/11  | Buffalo Bills           | V 20–10   | Schaefer Stadium     | 6–3    | 61,157   |
| 10         | 14/11 | at Baltimore Colts      | V 21–14   | Memorial Stadium     | 7–3    | 58,226   |
| 11         | 21/11 | at New York Jets        | V 38–24   | Shea Stadium         | 8–3    | 49,983   |
| 12         | 28/11 | Denver Broncos          | V 38–14   | Schaefer Stadium     | 9–3    | 61,128   |
| 13         | 5/12  | New Orleans Saints      | V 27–6    | Schaefer Stadium     | 10–3   | 53,592   |
| 14         | 12/12 | at Tampa Bay Buccaneers | V 31–14   | Tampa Stadium        | 11–3   | 41,517   |
| Playoff    |       |                         |           |                      |        |          |
| Divisional | 18/12 | at Oakland Raiders      | S 21–24   | Oakland Coliseum     | 0–1    | 53,045   |

## Classifiche
| AFC East                | AFC East | AFC East | AFC East | AFC East | AFC East | AFC East | AFC East | AFC East | AFC East |
|                         | V        | S        | P        | %        | DIV      | CONF     | PF       | PS       | Str.     |
| ----------------------- | -------- | -------- | -------- | -------- | -------- | -------- | -------- | -------- | -------- |
| Baltimore Colts(2)      | 11       | 3        | 0        | .786     | 7–1      | 11–1     | 376      | 236      | V1       |
| New England Patriots(4) | 11       | 3        | 0        | .786     | 6–2      | 10–2     | 246      | 171      | V6       |
| Miami Dolphins          | 6        | 8        | 0        | .429     | 5–3      | 6–6      | 263      | 264      | S1       |
| New York Jets           | 3        | 11       | 0        | .214     | 2–6      | 3–9      | 169      | 383      | S4       |
| Buffalo Bills           | 2        | 12       | 0        | .143     | 0–8      | 2–10     | 245      | 363      | S10      |

## Premi
- Mike Haynes:

rookie difensivo dell'anno